# Obbligazione tributaria
L'obbligazione tributaria è il rapporto di carattere giuridico che si instaura quando si verifica un atto o un fatto rilevante di capacità contributiva espressamente individuati dalla legge italiana.

## Descrizione

### Nozione e genesi dell'obbligazione tributaria
L'obbligazione tributaria è un'obbligazione con effetti definitivi e in ciò il tributo si distingue dai prestiti forzosi, i quali consistono in una pubblica sottoscrizione di titoli dello Stato imposta coattivamente ai cittadini per arginare il debito pubblico. Anche il tributo è un'entrata coattiva ed è sempre imposto autoritativamente, ma il fatto generatore del rapporto obbligatorio in questo caso è un fatto economico, denominato presupposto d'imposta, che esprime capacità contributiva (per esempio il possesso di redditi).
L'obbligazione tributaria, pur essendo un'obbligazione di diritto pubblico, non differisce dal punto di vista strutturale e concettuale da quella di diritto privato regolata nel codice civile e in caso di lacuna della materia tributaria, l'interprete può colmarla ricorrendo alle norme civilistiche assunte come diritto comune dei rapporti obbligatori pubblici e privati. Inoltre è doveroso aggiungere che l'analogia in materia tributaria è ammessa solo quando:
- si è in presenza di lacune in senso tecnico della disciplina tributaria;
- le norme civilistiche siano estensibili oltre l'ambito privatistico;
- le norme civilistiche siano compatibili con le fattispecie peculiari della materia tributaria.

L'obbligazione tributaria è un'obbligazione di fonte legale; ciò significa che tutta la disciplina dell'obbligazione è stabilita dalla legge e dalle sole altre fonti ammesse dall'articolo 23 della Costituzione italiana. Nell'obbligazione tributaria, differentemente da quella civile, nulla è lasciato alla disponibilità delle parti: il rapporto è vincolato.
Dal punto di vista della genesi del rapporto obbligatorio, in dottrina si contrappongono due orientamenti, quello della cosiddetta teoria dichiarativa e quello della cosiddetta teoria costitutiva:
- la teoria dichiarativa sostiene che l'obbligazione tributaria sorge ex lege al solo verificarsi del presupposto, prescindendo dalla presentazione della dichiarazione dei redditi. Per gli assertori di tale teoria il contribuente davanti al potere impositivo dell'Amministrazione finanziaria è titolare di un diritto soggettivo, definito diritto alla giusta imposizione;
- la teoria costitutiva sostiene che la dichiarazione dei redditi (ma anche l'emanazione di un avviso di accertamento) è elemento costitutivo del rapporto obbligatorio. Secondo questa corrente di pensiero, inoltre, il contribuente davanti all'imposizione è titolare di un interesse legittimo inteso come proiezione individuale di una giurisdizione di annullamento.

### Principi costituzionali e fonti dell'obbligazione tributaria
Alla disciplina dell'obbligazione tributaria «afferiscono produzioni normative talora non coordinate e [...] inquadrate in micro sistemi settoriali, che rendono particolarmente difficile l'individuazione di principi generali, applicabili al di fuori dello specifico settore nel quale sono inseriti», per questo fu definita polisistematica dalla Corte Costituzionale nell'ordinanza n. 392 del 1993, richiamata dalla sentenza n. 430 del 12 settembre 1995. I principi che ricoprono importanza di primo piano per la loro collocazione in Costituzione sono quelli della riserva di legge e della capacità contributiva, i quali pongono dei limiti ben precisi all'imposizione.
Il primo principio, quello della riserva di legge o di legalità tributaria, è regolato dall'articolo 23 della Costituzione italiana, il quale statuisce che «Nessuna prestazione personale o patrimoniale può essere imposta se non in base alla legge». Tale articolo è espressione di un classico principio delle democrazie liberali («no taxation without representation»). Questo orientamento è stato riaffermato in dottrina da Giannini e da Fedele che attribuiscono al principio della riserva di legge funzione di tutela della libertà e della proprietà dei singoli, nonché una funzione istituzionale volta immediatamente alla tutela dell'interesse generale e, solo in via mediata e subordinata, alla tutela degli interessi privati.
La norma costituzionale mette in evidenza numerosi problemi esegetici riguardanti il concetto di base legislativa, di prestazione imposta e di legge:
- Per base legislativa si intende il contenuto minimo della norma tributaria che dev'essere regolato con una fonte di rango legislativo. A tal proposito è necessario richiamare il concetto di riserva di legge, poiché l'articolo 23 della Costituzione è una riserva di legge relativa. La riserva di legge relativa delega alla legge la regolamentazione dei principi fondamentali della materia e rimette a fonti di rango non legislativo la restante trattazione. Il contenuto minimo delle norme tributarie che è necessario regolare con legge riguarda il quantum, l'an debeatur e il soggetto passivo dell'imposta;
- Per la comprensione della locuzione «prestazione imposta» si deve operare una distinzione fra prestazione imposta in senso formale e in senso sostanziale: la prima è imposta con atto autoritativo e i relativi effetti sono indipendenti dalla volontà del soggetto passivo; la seconda riguarda prestazioni di natura non tributaria aventi funzione di corrispettivo di un servizio pubblico che soddisfi un bisogno essenziale reso in regime di monopolio;
- Il termine legge è assunto nell'articolo 23 della Costituzione per indicare la legge ordinaria dello Stato centrale, gli atti aventi forza di legge (decreto-legge e decreto legislativo), le leggi regionali e quelle provinciali di Trento e Bolzano. Inoltre, da quando l'Italia ha sottoscritto i Trattati, operando così una limitazione della propria sovranità suffragata dall'articolo 11 della Costituzione, anche la normativa comunitaria soddisfa i requisiti dell'articolo 23. È questione aperta, invece, se la riserva di legge ammetta o no la consuetudine fra le fonti del diritto tributario. Micheli e Fantozzi lo escludono, asserendo che l'uso non può modificare o estinguere la norma tributaria, né completarla.

Il secondo principio, quello della capacità contributiva, è rinvenibile nell'articolo 53 della Costituzione italiana, il quale pone in capo a tutti i cittadini l'obbligo di concorrere alle spese pubbliche «in ragione della propria capacità contributiva». Il dettato costituzionale contiene i tre fondamentali precetti dell'universalità dell'imposta, della progressività del sistema tributario, in quanto il secondo comma dell'articolo statuisce che «il sistema tributario è informato a criteri di progressività», e dell'eguaglianza del carico tributario. Oltre a tali precetti, la norma presuppone l'esistenza del requisito di effettività e di attualità della capacità contributiva: il primo richiede che il collegamento fra fatto rivelatore di capacità contributiva e tributo sia effettivo; il secondo, che è pur sempre un aspetto del requisito di effettività, presuppone che il tributo gravi su manifestazioni di capacità contributive attuali e non passate o future. Ciò non si pone come ostacolo alla possibilità di emanare tributi retroattivi – anche se per regola generale è stabilita l'irretroattività della legge (articolo 11 delle preleggi) «costituendo fondamentale valore di civiltà giuridica e principio generale dell'ordinamento, cui il legislatore deve in linea di principio attenersi» (Corte Cost. n. 229/1999) –, ma tali tributi dovranno colpire fatti pregressi la cui capacità contributiva sia ancora attuale. L'articolo 53 della Costituzione costituisce una garanzia per i contribuenti disponendo che il legislatore nel determinare l'ammontare del carico tributario deve tenere conto della loro capacità contributiva e tale norma deve ritenersi lesa nel caso in cui si tassasse il reddito minimo vitale. Inoltre, in dottrina – soprattutto per opera del Lupi – e in giurisprudenza (sentenza della Corte costituzionale n. 51 del 18 febbraio 1992), è invalsa l'idea che il principio di capacità contributiva sia una specificazione del dovere di solidarietà sociale imposto dall'articolo 2 della Costituzione. Tale assunto si fonda sulla concezione per la quale il singolo deve contribuire alle spese pubbliche, non in ragione di quanto riceve dallo Stato, ma in quanto membro della collettività. Per dare concretezza al concetto di capacità contributiva, occorre indicare quali fatti economici esprimono tale capacità. Esistono indici diretti e indiretti di capacità contributiva: i primi si riferiscono a manifestazioni dirette di capacità contributiva, come il reddito, il patrimonio e gli incrementi di valore del patrimonio; i secondi hanno riguardo a manifestazioni indirette di tale capacità, come il consumo e gli affari. La giurisprudenza costituzionale ha inoltre elaborato nel corso degli anni la nozione soggettiva e oggettiva di capacità contributiva. La nozione soggettiva di capacità contributiva consiste in un orientamento rigoroso e garantista pel quale l'effettiva idoneità soggettiva del contribuente a fare fronte al dovere tributario è manifestata da indici concretamente rivelatori di ricchezza. Questo orientamento giurisprudenziale, che si era consolidato alla fine degli anni sessanta, è venuto meno a partire dagli anni ottanta, favorendone uno più elastico e meno rigoroso. La nozione oggettiva ravvisa capacità contributiva in qualsiasi fatto economico, anche non espressivo d'idoneità soggettiva del contribuente e rimette alla discrezionalità del legislatore la facoltà di scegliere i presupposti d'imposta con il limite della non arbitrarietà.
L'articolo 53 della Costituzione, come già anticipato, contiene in sé alcuni principi:
- Il principio di generalità o dell'universalità espresso dal termine «tutti», si riferisce ai cittadini italiani, agli stranieri, agli apolidi, alle imprese individuali o collettive, nazionali o straniere, che pongono in essere un fatto espressivo di capacità contributiva all'interno dello Stato italiano. Tale precetto non è immune da eccezioni e deroghe, difatti, il legislatore può accordare delle esenzioni, di natura temporanea o permanente, ai cittadini che si trovino in determinate condizioni, rispondendo così a esigenze di giustizia sociale;
- Con l'espressione «il sistema tributario è informato a criteri di progressività» il legislatore costituzionale ha voluto introdurre il principio della progressività dell'obbligazione tributaria. Si ha progressività quando il carico tributario cresce in misura più che proporzionale al crescere della ricchezza imponibile. Esistono diversi metodi per attuare la progressività del tributo: progressività continua, per classi, per scaglioni e per detrazione. Tale principio, invero, non riguarda tutto il sistema tributario nel suo complesso, ma si rivolge ai singoli tributi. Adunque, i singoli tributi possono ispirarsi a criteri diversi, come riaffermato in giurisprudenza costituzionale dalla sentenza n. 128 del 29 dicembre del 1966;
- La nozione di eguaglianza del carico tributario si ottiene dal combinato disposto degli articoli 53 e 3 della Costituzione. Con la sentenza n. 120/1972 la Corte Costituzionale ha asseverato che «a situazioni uguali devono corrispondere uguali regimi impositivi e, correlativamente, a situazioni diverse un trattamento tributario disuguale»[5]. Tale pronuncia riproduce il cosiddetto principio di ragionevolezza che esige trattamenti uguali per le situazioni uguali e diversi per le situazioni diverse. Spetta al legislatore stabilire se due situazioni siano uguali o differenti, nel rispetto dei limiti posti dal primo comma dall'articolo 3 della Costituzione e la Consulta può sindacare le scelte discrezionali se irragionevoli. La dottrina, invece, ha elaborato tre teorie sull'attuazione pratica del principio dell'eguaglianza del carico tributario: la teoria delle prestazioni e controprestazioni; la teoria del sacrificio; la teoria della capacità contributiva. La teoria delle prestazioni e controprestazioni statuisce che per avere un'equa distribuzione d'imposta è necessario che ci sia equivalenza fra tributi e controprestazioni offerte dallo Stato sotto forma di servizi pubblici. La tesi non è accoglibile, in quanto i vantaggi dei servizi pubblici sono difficilmente valutabili comparativamente nella scala dei singoli bisogni; la teoria del sacrificio si articola in tre correnti di pensiero: quella del sacrificio uguale la quale ritiene che per aversi eguaglianza del carico tributario l'imposizione deve cagionare il medesimo sacrificio a ogni contribuente con l'applicazione d'imposte moderatamente progressive in modo da gravare i più ricchi; quella del sacrificio proporzionale la quale si basa su un'accentuata progressività dell'imposta che rispecchierebbe la proporzione fra utilità della somma pagata allo Stato e utilità della ricchezza; quella del sacrificio minimo, ideata da Edgeworth, la quale afferma che per ottenere un sacrificio minimo per l'intera collettività, le imposte devono essere fortemente progressive con conseguente penalizzazione dei ceti più abbienti. L'ultima teoria, quella della capacità contributiva, si riallaccia ai principi della priorità dei bisogni e dell'utilità decrescente della ricchezza, ma aggiunge che la capacità contributiva di ognuno aumenta più che proporzionalmente rispetto all'aumento del reddito.

Il legislatore oltre a prestare ossequio ai principi esaminati, dev'essere ligio a ogni altro precetto costituzionale in materia d'imposizione e al cosiddetto Statuto dei diritti del contribuente (introdotto nell'ordinamento italiano con la legge n. 212 del 27 luglio 2000), il cui articolo 1 autoqualifica il complesso normativo come attuativo dei principi costituzionali contenuti negli articoli 3 (principio d'eguaglianza), 23 (principio della riserva di legge), 53 (principio della capacità contributiva) e 97 (principio di buon andamento della P.A.) e assegna alle norme in esso contenute il valore di principi generali dell'ordinamento tributario. Lo Statuto, inoltre, limita le facoltà del legislatore in materia d'abrogazione espressa con leggi speciali e di abrogazione tacita con leggi generali, sia per incompatibilità delle norme più recenti con le precedenti, sia nel caso in cui la norma più recente ricomprenda in sé il contenuto della norma più vecchia. Tuttavia lo Statuto, pur fissando alcune rilevanti norme di principio, è una legge ordinaria (il cui valore può essere assimilato a quello delle disposizioni sulla legge in generale) e non costituisce vincolo cogente per il legislatore che potrebbe comunque non osservare le norme in esso contenute.

### I soggetti dell'obbligazione tributaria, la plurisoggettività passiva e la buona fede
Il rapporto obbligatorio tributario, proprio come quello civilistico, presuppone l'esistenza di due parti: il soggetto attivo, il quale è titolare del credito d'imposta e il soggetto passivo su cui grava l'obbligo di adempiere il debito d'imposta. Soggetto attivo del rapporto è generalmente lo Stato, ma anche le Regioni, le Province e i Comuni possono esserlo. Soggetti passivi sono, oltre alle persone fisiche e agli enti collettivi dotati di personalità giuridica, i soggetti privi di tale personalità giuridica. Il soggetto passivo è denominato contribuente e il termine, solitamente, è usato per indicare il solo obbligato principale.
Lo Stato e anche le Regioni delegano l'attività di liquidazione e riscossione dell'imposta all'Agenzia delle entrate che la esercita a mezzo di Equitalia S.p.A., mentre le Province e i Comuni, pur avendo la facoltà di delegare le medesime funzioni agli agenti della riscossione dell'Agenzia delle Entrate, possono ricorrere allo strumento dell'ingiunzione fiscale regolato con R.d. n. 639/1910 (Testo unico delle disposizioni di legge relative alla riscossione delle entrate patrimoniali dello Stato), richiamato dall'articolo 52 (rubricato "Potestà regolamentare generale delle Province e dei Comuni"), comma 6, del decreto legislativo n. 446/1997.
Le diverse situazioni passive che scaturiscono dalle fattispecie tributarie possono fare capo a una pluralità di soggetti passivi. Tali situazioni passive possono consistere in obblighi formali (per esempio la presentazione della dichiarazione dei redditi) o nell'adempimento dell'obbligazione tributaria. Quindi anche la disciplina tributaria prevede la possibilità di un'obbligazione plurisoggettiva o solidale e rimette la definizione di tale rapporto alle norme civilistiche che, a norma dell'articolo 1292 c.c., lo disciplinano così: «L'obbligazione è in solido quando più debitori sono obbligati tutti per la medesima prestazione, in modo che ciascuno può essere costretto all'adempimento per la totalità e l'adempimento da parte di uno libera gli altri».
In tema di solidarietà tributaria passiva, come in diritto civile, si distingue fra solidarietà paritaria e solidarietà dipendente: si ha la prima quando il presupposto del tributo è riferibile a una pluralità di soggetti; si ha la seconda quando obbligato principale è colui che attua il presupposto e obbligato dipendente (denominato responsabile d'imposta) è colui che pone in essere una fattispecie collaterale.
La solidarietà tributaria passiva, dal punto di vista costituzionale, non lede l'articolo 53, il quale, pur esigendo che il tributo sia posto a carico di chi realizza il presupposto, ammette che il terzo possa sopportare l'onere tributario, ma a condizione che successivamente lo riversi, attraverso ritenuta o rivalsa, su chi ha realizzato l'oggetto dell'imposta.
Nel D.P.R. n. 600/1973, all'articolo 64, comma 3, il responsabile d'imposta è definito come l'«obbligato al pagamento dell'imposta insieme con altri, per fatti o situazioni esclusivamente riferibili a questi». Nei rapporti esterni solidarietà dipendente e paritaria non differiscono e il fisco non ha riguardo ai rapporti interni che intercorrono fra i coobbligati. Nei rapporti interni, invece, il responsabile d'imposta che adempie l'obbligazione tributaria ha diritto di regresso pro toto nei confronti dell'obbligato principale.
I rapporti interni e il regresso fra condebitori d'imposta non sono regolati dal diritto tributario, ma dagli articoli 1298 e 1299 del codice civile. L'articolo 1298 c.c. statuisce che l'obbligazione solidale, nei rapporti interni, si divide pro quota e le quote s'intendono uguali, salva diversa pattuizione convenzionale. La norma civilistica, però, riguarda le obbligazioni di diritto privato che si rifanno al criterio dell'interesse per il quale l'obbligazione fu contratta. Nel diritto tributario, invece, la norma va letta riferendosi al rapporto di ciascun condebitore con il presupposto d'imposta. Quando il presupposto può essere imputato per quote esse si riflettono anche nella divisione interna del debito. Quando ciò non è possibile occorre considerare uguali le quote, salvo diversa pattuizione. Inoltre, a norma dell'articolo 1299 c.c., chi soddisfa pro toto il credito, ha diritto di ripetere dai condebitori la quota che compete a ciascuno di essi in forza del diritto di regresso.
Analogamente a quanto disposto dagli articoli 1175 e 1375 c.c., in tema di tutela dell'affidamento, correttezza fra le parti e buona fede nell'esecuzione del contratto, l'articolo 10, comma 1, dello Statuto dei diritti del contribuente, statuisce che «i rapporti tra contribuente e Amministrazione finanziaria sono improntati al principio della collaborazione e della buona fede». La Suprema Corte di Cassazione ha riaffermato l'importanza di questo principio nella sentenza n. 17576 del 10 dicembre 2002.
La buona fede può essere oggettiva o soggettiva: la buona fede oggettiva è intesa come obbligo etico di comportamento onesto ed è contenuta nel primo comma dell'articolo 10 dello Statuto; la buona fede soggettiva è una situazione psicologica di ignoranza dell'altrui lesione ed è prevista dal secondo comma dell'articolo 10 dello Statuto, il quale dispone: «Non sono irrogate sanzioni né richiesti interessi moratori al contribuente, qualora egli si sia conformato a indicazioni contenute in atti dell'Amministrazione finanziaria, ancorché successivamente modificate dall'Amministrazione medesima, o qualora il suo comportamento risulti posto in essere a seguito di fatti direttamente conseguenti a ritardi, omissioni od errori dell'Amministrazione stessa». Dunque, a chi si è in buona fede conformato alle indicazioni dell'Amministrazione finanziaria, non può essere irrogata alcuna sanzione, né può essere richiesto il versamento d'interessi di mora.
Le nozioni di buona fede e tutela dell'affidamento hanno rilievo non solo per il diritto tributario e il civile, ma sono criteri che informano l'intero ordinamento giuridico e possono essere sintetizzati in un generale principio di correttezza che fu definito dal Ministro di grazia e giustizia Grandi nella Relazione Ufficiale al Codice Civile inoltrata al Re Vittorio Emanuele III, come «uno stile morale della persona, che indica spirito di lealtà, abito virile di fermezza, di chiarezza e coerenza, fedeltà e rispetto a quei doveri che, secondo la coscienza generale, devono essere osservati nei rapporti tra i consociati».

### La traslazione economica dell'onere tributario, la rivalsa e i patti d'accollo dell'obbligazione tributaria
La traslazione dell'onere tributario, essendo fenomeno prettamente economico, è studiata dalla scienza delle finanze, ma può rilevare anche giuridicamente.
Gli economisti sogliono distinguere fra contribuente de iure e contribuente de facto: il primo è il debitore dell'obbligazione tributaria tenuto al pagamento; il secondo è colui che è effettivamente inciso dal tributo.
Esistono tributi posti a carico di un soggetto ma destinati a gravare economicamente altri individui. È il caso delle imposte sui consumi che, giuridicamente, dovrebbero gravare gli operatori economici ma che, di fatto, incidono i consumatori finali. Tale trasferimento del carico tributario può avvenire, per esempio, attraverso l'inglobamento dell'imposta nel prezzo del bene.
Vi sono casi, invece, nei quali è giuridicamente conferito al soggetto passivo il diritto di rivalsa nei confronti d'altro individuo. È il caso dell'IVA, in cui il soggetto passivo può rivalersi sui cessionari. Quando è riconosciuto tale diritto, la traslazione è l'effetto economico della rivalsa.
Il diritto di rivalsa, oltre a essere riconosciuto dalla legislazione tributaria, può essere accordato anche da norme civilistiche (per esempio dall'articolo 1008 c.c., in materia d'imposte e altri pesi a carico del l'usufruttuario) o attraverso clausole contrattuali.
La rivalsa dell'imposta può essere vietata, obbligatoria e facoltativa:
- quando è vietata, la rivalsa non può essere attuata;
- quando è obbligatoria, il legislatore esige che l'onere tributario sia posto a carico di un soggetto diverso da colui che ha attuato il fatto imponibile ed esclude la validità dei patti con i quali il contribuente di diritto rinuncia alla rivalsa;
- quando è facoltativa, i privati possono stipulare liberamente patti d'accollo dell'imposta. L'accollo può essere interno al rapporto fra contribuente accollato e soggetto accollante, senza produrre effetti nei confronti del creditore accollatario; oppure può avere rilievo esterno, attribuendo al Fisco il diritto di agire nei confronti del soggetto accollante. Va aggiunto che, ai sensi del comma 2 dell'articolo 8 dello Statuto dei diritti del contribuente, «l'accollo del debito d'imposta altrui [è ammesso, ma] senza liberazione del contribuente originario».[10] Ergo il patto d'accollo è sempre cumulativo e mai liberatorio.

Quando taluno paga il debito tributario gravante su altro individuo, egli può, ai sensi dell'articolo 1203 c.c., surrogarsi nei confronti del debitore d'imposta che ha posto in essere il fatto imponibile, negli stessi diritti e con le stesse garanzie che assistevano il credito del Fisco.

### La successione nell'obbligazione tributaria
La successione ereditaria, comportando il subentro degli eredi in tutte le situazioni giuridiche trasmissibili del de cuius, comprende anche la successione degli eredi nelle situazioni giuridiche di natura tributaria.
La disciplina della successione non è regolata interamente dal legislatore tributario e, sovente, quando le disposizioni fiscali non prevedono norme specifiche, si ricorre alla disciplina codicistica. L'articolo di riferimento è il 752, secondo il quale «i coeredi contribuiscono tra loro al pagamento dei debiti e pesi ereditari in proporzione delle loro quote ereditarie, salvo che il testatore abbia altrimenti disposto». Dunque fra i coeredi non c'è solidarietà, ma essi rispondono in proporzione alla quota ereditaria di pertinenza.
In deroga al principio civilistico il D.P.R. n. 600/1973, concernente le "Disposizioni comuni in materia di accertamento delle imposte sui redditi", all'articolo 65, comma 1, prevede che «gli eredi rispondono in solido delle obbligazioni tributarie il cui presupposto si è verificato anteriormente alla morte del dante causa».
Infine, in materia di IVA, l'articolo 35-bis, comma 1, del D.P.R. n. 633/1972, recante le norme sull'"Istituzione e disciplina dell'imposta sul valore aggiunto", statuisce che «gli obblighi derivanti, a norma del presente decreto, dalle operazioni effettuate dal contribuente deceduto possono essere adempiuti dagli eredi, ancorché i relativi termini siano scaduti non oltre quattro mesi prima della data della morte del contribuente, entro i sei mesi da tale data».

## Mezzi di conservazione della garanzia patrimoniale
Come nel diritto civile anche l'obbligazione tributaria è assistita da speciali strumenti di garanzia del credito: alle volte tali strumenti possono consistere in una fideiussione, in un deposito cauzionale, in un'iscrizione d'ipoteca sugli immobili del debitore; altre volte il credito può essere assicurato da privilegi generali o speciali sugli immobili o sui mobili del debitore.
L'amministrazione finanziaria, quando ha fondato timore di perdere la garanzia del proprio credito, ossia quando ha la certezza che il debitore possa spogliarsi dei propri beni per rendersi insolvente, può chiedere al Presidente della Commissione tributaria provinciale l'iscrizione d'ipoteca ai sensi dell'articolo 2808 c.c. e l'autorizzazione a procedere, a mezzo dell'agente della riscossione, al sequestro conservativo ai sensi dell'articolo 2905 c.c. dei beni del contribuente, inclusa l'azienda. L'ipoteca si costituisce mediante iscrizione nei registri immobiliari e attribuisce al creditore il diritto d'espropriare, anche nei confronti del terzo acquirente, i beni ipotecati e di soddisfarsi con preferenza su quanto ricavato dall'espropriazione. Il sequestro conservativo, invece, ai sensi dell'articolo 2906 c.c. rende inefficaci nei confronti del creditore sequestrante le alienazioni e gli atti che hanno a oggetto i beni sequestrati (inefficacia relativa) conformemente alle regole sul pignoramento.
Un'altra forma di tutela del credito erariale è il fermo amministrativo, disciplinato dal R.D. n. 2440/1923 recante il Regolamento di contabilità pubblica. Questo mezzo permette a ogni P.A. di sospendere il pagamento di un suo debito se è a sua volta creditrice del privato.
Con sentenza n. 2053 del 31 gennaio 2006 delle Sezioni Unite della Corte di Cassazione si è stabilito che sia l'ipoteca legale sia il fermo amministrativo, essendo atti preordinati e funzionali all'espropriazione forzata, qualora essa non avvenga nel termine di un anno deve essere seguita la procedura prevista dall'articolo 50, comma 2, del D.P.R. n. 602/1973, che statuisce: «Se l'espropriazione non è iniziata entro un anno dalla notifica della cartella di pagamento, l'espropriazione stessa deve essere preceduta dalla notifica [...] di un avviso che contiene l'intimazione ad adempiere l'obbligo risultante dal ruolo entro cinque giorni».
Sulla scorta di tale giurisprudenza le Sezioni Unite della Suprema Corte di Cassazione, con sentenza n. 4077 del 22 febbraio 2010, hanno stabilito che l'ipoteca può essere iscritta soltanto per crediti superiori a 8.000 euro e inferiori al 5% del valore del bene, a pena di nullità.
Il limite in relazione al valore del bene trova applicazione meno frequente, anche perché la norma non chiarisce come o da quali atti questo valore debba essere stimato, tuttavia afferma un principio di proporzionalità fra il credito e l'entità dell'azione esecutiva. Per un immobile la rendita catastale potrebbe essere rivalutata in via prudenziale favorevole al creditore, di prassi nettamente inferiore ai prezzi di mercato.
Per i crediti di importo inferiore a ottomila euro il fermo amministrativo dei beni mobili resta l'unico strumento di recupero del credito.
Per il fermo di beni mobili non esiste nessun limite minimo in valore assoluto o massimo in percentuale al valore del bene. E con il tempo è stato anche abrogato il principio di proporzionalità fra debito vantato dagli enti creditori e l'iscrizione del fermo amministrativo, né è derivabile ai fini del giudizio di eguaglianza dai limiti di credito previsti per l'iscrizione ipotecaria, in quanto per istituti fra loro diversi il legislatore gode di ampia discrezionalità in ordine alle misure da adottare a garanzia dei diversi crediti (ordinanza della Corte costituzionale n. 189 del 21 giugno 2004).
La violazione dei limiti di credito e degli obblighi informativi, detti in precedenza, comporta la loro nullità, senza rendere la cartella esattoriale inidonea a valere come titolo esecutivo per altre azioni di espropriazione forzata.
L'agente della riscossione può, secondo quanto disposto dall'articolo 86 del D.P.R. n. 602/1973, fermare i beni mobili registrati del debitore qualora siano trascorsi sessanta giorni dalla notifica della cartella esattoriale e colui che viola tale restrizione è soggetto a sanzione amministrativa in ossequio all'articolo 214, comma 8, del decreto legislativo n. 285/1992 che dispone: «Chiunque circola con un veicolo sottoposto al fermo amministrativo, salva l'applicazione delle sanzioni penali per la violazione degli obblighi posti in capo al custode, è soggetto alla sanzione amministrativa del pagamento di una somma da euro 656,25 a euro 2.628,15. È disposta, inoltre, la confisca del veicolo».
Con sentenza n. 44498 del 19 novembre 2009 la Sesta Sezione penale della Corte di Cassazione ha stabilito che non costituisce reato, ai sensi dell'articolo 334 c.p., circolare con un veicolo sottoposto a fermo amministrativo, perché il fermo non è paragonabile al sequestro o alla confisca del bene.

### L'esecuzione forzata
Quando il contribuente non paga le somme iscritte a ruolo l'agente della riscossione può sottoporre i suoi beni a esecuzione forzata.
La disciplina dell'esecuzione forzata è rinvenibile, pur con alcune varianti, nel codice di procedura civile, nel codice civile e, per quanto riguarda le navi e gli aeromobili, nel codice della navigazione. Le principali differenze con la disciplina tributaria riguardano l'ufficiale giudiziario che nell'esecuzione forzata tributaria si chiama ufficiale della riscossione e la mancanza del precetto esecutivo. L'assenza del precetto comporta che l'esecuzione forzata può essere iniziata sessanta giorni dopo la notifica del ruolo che è titolo esecutivo. Se l'esecuzione coattiva non è iniziata entro un anno dalla notifica della cartella esattoriale, l'espropriazione dev'essere preceduta dalla notifica di un'intimazione ad adempiere entro cinque giorni.
Soggetto passivo dell'azione esecutiva può essere, oltre all'obbligato principale, anche il terzo. Per esempio, in materia di crediti per tributi indiretti, regolati dall'articolo 2772 c.c., essendo il credito dello Stato assistito da privilegio speciale sugli immobili, il fisco può agire coattivamente nei confronti dei beni immobili del terzo in forza del ius sequelae (diritto di seguito) accordato con lo speciale privilegio. L'amministrazione finanziaria deve comunque attivarsi nei confronti del terzo, notificando la cartella esattoriale e l'iscrizione a ruolo, prima che maturi il termine di decadenza del privilegio.
L'individuazione da parte degli ufficiali della riscossione dei beni da pignorare può avvenire, ai sensi dell'articolo 18 del D. Lgs. n. 112/1999, tramite accesso agli uffici pubblici, anche telematicamente, per prendere visione ed estrarre copia degli atti riguardanti i beni dei debitori iscritti a ruolo e i coobbligati, oppure tramite autorizzazione ad accedere all'anagrafe tributaria o ad altri sistemi informativi.
L'esecuzione forzata si articola in tre momenti: pignoramento, vendita all'incanto e assegnazione del ricavato.
Il pignoramento dei beni mobili avviene per opera dell'ufficiale della riscossione che deve redigere un verbale da notificare al debitore; quello degli immobili avviene mediante trascrizione di un avviso di vendita recante varie informazioni, come per esempio il prezzo dell'incanto.
La vendita all'incanto, che segue il pignoramento, è verbalizzata dall'ufficiale della riscossione. Se dopo due incanti il bene risulta invenduto la Direzione regionale dell'Agenzia delle Entrate può autorizzarne un terzo. Se dopo il terzo incanto il bene è ancora invenduto è devoluto allo Stato.
L'ufficiale della riscossione dovrà poi depositare gli atti del procedimento di espropriazione nella cancelleria del giudice dell'esecuzione forzata, insieme con la somma ricavata dalla vendita.
Atto finale della procedura d'esecuzione coattiva è l'assegnazione del ricavato della vendita.
Sono comunque garantiti dalle norme del codice di procedura civile (articoli 615 e seguenti) alcuni rimedi avverso il processo esecutivo: l'opposizione all'esecuzione, con la quale si contesta la legittimazione a procedere della parte istante; l'opposizione agli atti esecutivi con cui si contesta la legittimità del titolo esecutivo, del precetto o d'altri atti esecutivi; l'opposizione di terzo che assume d'essere proprietario dei beni pignorati.
Il contribuente ha le seguenti facoltà:
- può adire le commissioni tributarie e impugnare l'atto esecutivo;
- può adire il giudice ordinario opponendosi al pignoramento dei beni;
- può adire il giudice ordinario opponendosi a singoli atti esecutivi.

Inoltre chiunque si ritenga leso dall'esecuzione forzata può agire contro l'agente della riscossione, dopo il compimento dell'esecuzione coattiva, per il risarcimento dei danni. L'agente, nelle cause promosse contro di lui, che non riguardano esclusivamente la regolarità o la validità degli atti esecutivi, deve chiamare in causa l'ente creditore; in mancanza risponde delle conseguenze della lite, come stabilito dall'articolo 39 del decreto legislativo n. 112/1999.
L'esecuzione forzata può essere sospesa dal giudice dell'esecuzione solo nel caso in cui sussistano gravi motivi e vi sia fondato pericolo di grave e irrevocabile danno.

## Estinzione dell'obbligazione tributaria

### Modi di estinzione satisfattori e non satisfattori
I modi di estinzione dell'obbligazione possono essere satisfattori (rectius: con soddisfazione del creditore) o non satisfattori (rectius: senza soddisfazione del creditore).
Nella disciplina dell'obbligazione tributaria è ammessa pacificamente l'estinzione per adempimento della prestazione, mentre la compensazione, seppur prevista dall'articolo 8, comma 1, dello Statuto dei diritti del contribuente, genera in dottrina motivi di doglianza, per via dell'indisponibilità dell'obbligazione tributaria.
Per quanto concerne i modi d'estinzione non satisfattori dell'obbligazione tributaria va detto che, in conseguenza dell'indisponibilità del credito tributario, non sono ammessi né la remissione né la novazione i quali sono espressione dell'autonomia negoziale delle parti.
È invece ammessa la confusione, che si verifica allorquando l'ente impositore, titolare del diritto di credito, subentra per successione nel patrimonio del contribuente defunto (fiscus post omnes).

### Prescrizione e decadenza dell'obbligazione tributaria
Il decorso del tempo può influire sull'obbligazione tributaria modificandola o estinguendola, ma la dottrina non fornisce una chiara spiegazione di questi effetti giuridici.
In particolare si ha: decadenza per tutti i termini che sono stabiliti per la procedura tributaria; prescrizione per il tempo successivo al momento in cui il diritto di credito dell'ente impositore è ormai liquido ed esigibile.
I termini a partire dai quali decorre la prescrizione, pur potendo essere sospesa e interrotta, decorrono dal verificarsi del fatto imponibile o dalla data di presentazione della dichiarazione dei redditi, ovvero dall'atto d'imposizione per chi, come Micheli, ricollega a quest'atto il sorgere dell'obbligazione tributaria.
L'articolo 3, comma 3, dello Statuto dei diritti del contribuente, specifica che «i termini di prescrizione e di decadenza per gli accertamenti di imposta non possono essere prorogati».

## Mora debendi e interessi di mora
L'obbligazione dev'essere adempiuta, oltre che in via anticipata, al momento di presentazione della dichiarazione dei redditi. In tutti i casi in cui l'obbligo tributario è assolto in ritardo, sono dovuti interessi. Gli interessi di mora si applicano quando il contribuente ritarda il pagamento di somme iscritte a ruolo. Se sessanta giorni dopo la notifica della cartella esattoriale non è avvenuto il pagamento, sulla somma iscritta a ruolo, sono dovuti gli interessi di mora. La misura degli interessi di mora è stabilita annualmente dal Ministero dell'economia e delle finanze, sulla base della media dei tassi bancari attivi, ai sensi dell'articolo 30 del D.P.R. n. 602/1973.

### Testi normativi
- Wikisource contiene il testo dello Costituzione della Repubblica Italiana
- Wikisource contiene il testo dello Statuto dei diritti del contribuente
- Wikisource contiene il testo dello Codice civile
- Wikisource contiene il testo dello Codice di Procedura Civile